# Пестициды группы альдрина
Пестициды группы альдрина — хлорорганические соединения, полихлорциклодиены, производные альдрина, одни из самых опасных веществ, представляют серьёзную угрозу здоровью человека и окружающей среде. Все производные альдрина — высокотоксичные вещества (для некоторых групп животных чрезвычайно токсичные, например, для холоднокровных — рыб, земноводных, пресмыкающихся, особенно в виде аэрозоля), контаминанты, обладающие свойствами биоаккумуляции, отравляя тем самым пищевые цепи и устойчивостью к биохимическому разложению. Несмотря на токсичность, пестициды этой группы обладают необычайно высокой инсектицидной, а также гербицидной активностью, превосходя ДДТ и гексахлоран. По решению Стокгольмской конвенции от 23 мая 2001 года альдрин и его производные признаны стойкими органическими загрязнителями и имеют глобальный запрет на производство, использование и реализацию.

Альдрин

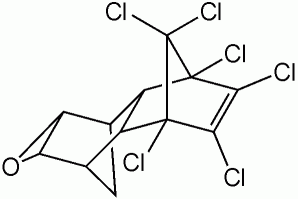
Дильдрин

Эндрин

## История открытия
Большинство пестицидов этой группы были открыты во 2-й половине 1940-х годов и названы в честь знаменитых немецких химиков-органиков лауреатов Нобелевской премии: Курта Альдера и Отто Дильса.

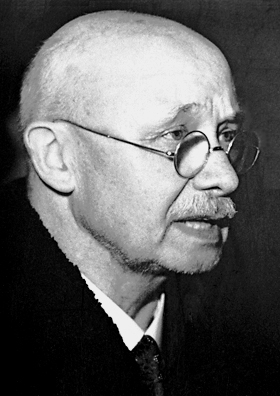
Отто Дильс
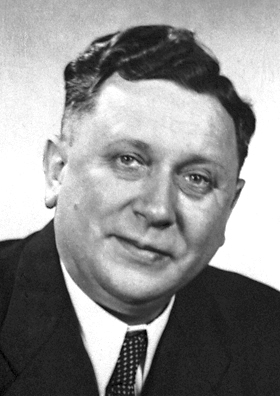
Курт Альдер

## Физико-химические свойства
Основные физико-химические свойства приведены в таблице:
| Физико-химический параметр                                 | Альдрин  | Дильдрин   | Эндрин                       |
| ---------------------------------------------------------- | -------- | ---------- | ---------------------------- |
| Температура плавления, °С                                  | 104-105  | 175-176    | 200                          |
| Температура кипения, °С                                    | 145      | 385        | - (при t>245 °C разлагается) |
| Растворимость в воде, г/100 мл                             | 0,01415  | 0,00002    | 0,000025                     |
| Растворимость в гексане                                    | р-м      | р-м        | р-м                          |
| Плотность, г/см3                                           | 1,6      | 1,75       | 1,77                         |
| Давление паров,мм рт.ст (20 °С)                            | 9 • 10−6 | 1,8 • 10−7 | 1,8 • 10−7                   |
| Устойчивость к растворам концентрированных кислот, щелочей | +        | +          | +                            |
| Период полураспада τ1/2, лет                               | 5÷7      | >12        | 5÷6                          |

Производные альдрина — твёрдые кристаллические вещества, практически нерастворимые в воде, хорошо в неполярных органических растворителях — бензоле, гексане, галогенпроизводных углеводородов, хуже в спиртах. Все производные альдрина имеют высокую температуру плавления и соответственно температуру кипения. Термически очень устойчивы, при нормальных условиях не реагируют с растворами концентрированных кислот и щелочей, не разлагаются под действием света. Альдрин более инертен по сравнению с его производными, так, например, эндрин может присоединять по двойной связи n-хлорбензолтиол.

## Применение
До 1970-х годов имели довольно широкое применение в сельском хозяйстве. Альдрин, ввиду своей необычайно сильнейшей инсектицидной, а также гербицидной активностью стал широко применяться в 1950—1960-е годы. Хорошие показатели гербицидной активности привели к тому, что производство альдрина резко увеличилось в середине и конце 1960-х годов, по сравнению с 1950-ми годами на 580—600 тонн в год. Однако вскоре были найдены главные недостатки пестицидов группы альдрина — высокая испаряемость с почв, неселективность (неизбирательность) и чрезвычайно сильная токсичность для многих холоднокровных животных (включая полезных для человека пчёл), перситентность, биоаккумуляция и отравление пищевых цепей, фитотоксичность.

### Альдрин
В качестве инсектицида:
По своей эффективности в борьбе с вредными насекомыми альдрин превосходит ДДТ, а также гексахлоран. Однако, он в отличие от последних, не является универсальным инсектицидом, так как действует только на некоторые виды семейств прямокрылых (саранчовых), некоторые виды жуков и несколько десятков видов двукрылых (комаров (лучше всего эффективен против анофелесов), а также мух).
В качестве гербицида:
Альдрин также ограничено применяется в качестве селективного гербицида, который очень эффективен против сорняков хлопчатника, хуже действует на сорняки кукурузы и некоторых злаковых. Но несмотря на положительные эффекты, существует вероятность миграции и биоаккумуляции большого количества альдрина в этих растениях, особую опасность, этот процесс представляет у растений семейства злаковых.

### Дильдрин
В качестве инсектицида:
Дильдрин — высокоэффективный инсектицид контактного и кишечного действия. Более эффективен, чем альдрин и ДДТ (в 2,5-3 раза) в борьбе с почвенными насекомыми, такими как блошка длинноусая, личинки щелкуна и совка. Имеет чрезвычайно высокую токсичность для саранчовых, двукрылых (в особенности для комаров и мух), термитов, некоторых видов бабочек и жуков. Также используется в качестве протравителя семян.
В качестве фунгицида:

### Эндрин
В качестве инсектицида:
В качестве родентицида:

## Последствия применения
1957 год. Кампания против огненных муравьёв
В начале 1950-х годов в южных штатах США (Алабама, Миссисипи и др.) наблюдался бурный рост популяции огненных муравьёв (Solenopsis invicta).  Чаще стали наблюдаться  укусы людей этими насекомыми. Укусы огненных муравьёв для человека были очень болезненными, в некоторых случаях даже смертельными (сильнейшая аллергическая реакция немедленного типа). Население штатов обратилось в министерство сельского хозяйства США (USDA) с просьбой решить проблему. Реализация кампании по борьбе с огненными муравьями началась в конце 1957 года. Против насекомых была применена смесь дильдрина с хлорданом. Несмотря на положительные результаты проводимой кампании — снижение роста популяции огненных муравьёв — итог оказался весьма плачевным. Первым забили тревогу фермеры. Начались массовые падежи домашней птицы и скота. Дильдрин попал в воду, и многие виды рыб, обитающих в реках и водоёмах южных штатов, оказались на грани вымирания. За рыбами последовала массовая гибель земноводных, пресмыкающихся (некоторые виды змей и ящериц) и птиц, питающихся рыбой, многие виды которых практически вымерли. Охотники жаловались на вялое состояние птиц, рыбаки в Мексиканском заливе впервые столкнулись с проблемами улова крабов и креветок (крабы и креветки массово гибли в результате накопления в воде большого количества дильдрина). Из-за сильного загрязнения воды и почвы, а также последующей массовой гибели животных кампанию пришлось полностью прекратить в 1958 году. Ущерб, нанесённый экологии, до сих пор точно неизвестен, однако было наглядно продемонстрировано действие дильдрина на окружающую среду.
1984 год. Массовые отравления в Пакистане
С 14 июля по 26 сентября 1984 года длилась вспышка отравлений эндрином в 21 деревне  района Талаганг провинции Пенджаб в Пакистане, в результате которой пострадало более 190 человек, 80% составили дети в возрасте до 15 лет, 19 человек погибли. Отравление сопровождалось сильнейшими судорогами, рвотой, отёками лёгких и гипоксии. У людей, имеющих высокую температуру тела, рвота проявлялась в меньшей степени, чем у имеющих более низкую или нормальную. Большинству пострадавших была оказана медицинская помощь.
Причиной отравлений являлось загрязнение эндрином сельскохозяйственной культуры, употребляемой в пищу — сахарного тростника, в то же время наблюдались отравления людей, имеющих дело с хлопчатником. Ряд водителей грузовиков, перевозивших в провинцию Талаганг этот пестицид, утверждают, что скорее всего загрязнение сельскохозяйственных культур произошло при транспортировке.

## Токсикология
Все производные альдрина — СДЯВ, нейротоксичной природы, имеются данные о бластомогенном действии альдрина. Имеются ярко выраженные мутагенные эффекты у дильдрина и эндрина.
По своей токсичности некоторые производные (эндрин) близки к цианидам.
| ЛД50 мг/кг                | Альдрин      | Дильдрин      | Эндрин       |
| ------------------------- | ------------ | ------------- | ------------ |
| Мыши (перорально)         | 50 мг/кг     | 20-22,5 мг/кг | 9,5-10 мг/кг |
| Кролики (перорально)      | 55-58 мг/кг  | 12-15 мг/кг   | 7-10 мг/кг.  |
| Человек (ЛД100, аэрозоль) | 12 мг/кг     | 8 мг/кг       | <5 мг/кг     |
| Форель (ЛК50)             | 0,00005 мг/л | 0,000035 мг/л | 0,00073 мг/л |

Наибольшая токсичность пестицидов группы альдрина проявляется в газообразном или аэрозольном состоянии. Альдрин и его производные возможно использовать в качестве БОВ (в виде аэрозолей). Большинство пестицидов этой группы хорошо проникают через кожу.

### Отравление пестицидами группы альдрина
Общими признаками отравления пестицидами группы альдрина являются:
- Поражение ЦНС, поражение внутренних органов — печени, почек, органов эндокринной системы (особенно половых желёз и щитовидной железы) органов ЖКТ, органов зрения, со всеми последующими симптомами.
- Тошнота, рвота, общая слабость, угнетённое состояние, вялость, сонливость, возможны проявление судорог, нарушение координации движений, психомоторики, при вдыхании аэрозоля почти мгновенное поражение тканей лёгких с крупными очагами кровоизлияния и изъявлениями (особенно опасно вдыхание аэрозоля эндрина), вследствие этого возникает упорный кашель с кровью.

### Фитотоксичность
Растения, обработанные альдрином или его производными могут накапливать (кумулировать) их в довольно больших концентрациях, особенно это выражено у растений семейства Мятликовых (Poaceae).

### Меры безопасности и контроль за пестицидами
Запрещено использование альдрина и его производных вблизи водоёмов.
Наличие пестицидов группы альдрина в продуктах питания человека не допускаются.

## Экологические аспекты
Альдрин и все его производные в настоящее время относятся к запрещённым в производстве, применении и реализации веществам. Большая опасность вследствие своих сильнейших токсических, мутагенных и канцерогенных свойств, а также устойчивостью к биологическому разложению привели к глобальным запретам на них.